# Chasmina sinuata
Chasmina sinuata là một loài bướm đêm trong họ Noctuidae.